# Liste des aérodromes et aéroports au Luxembourg
La liste des aérodromes et aéroports au Luxembourg est présentée ci-après avec leur code IATA et leur code OACI.

## Liste

### En activité
| Canton     | Nom                           | Commune    | Code IATA | Code OACI | Alt. en m | Nb de pistes | Remarques            |
| ---------- | ----------------------------- | ---------- | --------- | --------- | --------- | ------------ | -------------------- |
| Luxembourg | Aéroport de Luxembourg-Findel | Sandweiler | LUX       | ELLX      | 376       | 1            | Trafic international |
| Redange    | Aérodrome d'Useldange         | Useldange  | -         | ELUS      | 283       | 1            | Réservé aux planeurs |
| Wiltz      | Aérodrome de Noertrange       | Winseler   | -         | ELNT      | 464       | 1            |                      |

### Fermés
| Canton           | Nom                          | Commune          | Code IATA | Code OACI | Alt. en m | Nb de pistes | Remarques     |
| ---------------- | ---------------------------- | ---------------- | --------- | --------- | --------- | ------------ | ------------- |
| Diekirch         | Aérodrome de Medernach       | Vallée de l'Ernz | -         | ELMD      | -         | 1            | Fermé en 2015 |
| Esch-sur-Alzette | Aérodrome d'Esch-sur-Alzette | Esch-sur-Alzette | -         | -         | -         | 1            | Fermé en 1954 |

### Héliports
| Canton           | Nom                                                  | Commune    | Code OACI | Alt. en m | Remarques |
| ---------------- | ---------------------------------------------------- | ---------- | --------- | --------- | --------- |
| Esch-sur-Alzette | Héliport du centre hospitalier Émile-Mayrisch        | Dudelange  | ELEA      | -         |           |
| Diekirch         | Héliport du centre hospitalier du Nord               | Ettelbruck | ELET      | -         |           |
| Luxembourg       | Héliport du centre hospitalier de Luxembourg         | Luxembourg | ELLC      | -         |           |
| Luxembourg       | Héliport de l'hôpital Kirchberg                      | Luxembourg | ELLK      | -         |           |
| Luxembourg       | Héliport de la clinique Sainte-Thérèse (ZithaKlinik) | Luxembourg | ELLZ      | -         |           |

## Carte
| Esch-sur-Alzette Luxembourg-Findel Medernach Noertrange Useldange |

#### Articles généraux
- Code OACI des aéroports
- Aviation
- Aérodrome

#### Articles liés aux procédures d'atterrissage
- Baïonnette.
- Continuous descent approach.
- Indicateur de pente d'approche
- Système d'atterrissage hyperfréquences, un système de guidage radio tout temps.
- Procédure d'approche.
- Radar d'approche de précision.
- Radioborne Marker.
- Système d'atterrissage aux instruments ou ILS, système d'atterrissage aux instruments.
- Indicateur visuel de pente d'approche ou VASI, un autre système de guidage visuel.